# Ação Global dos Povos
Ação Global dos Povos (também conhecido pela sigla AGP) é um movimento radical e social, campanhas populares e ações diretas em resistência ao capitalismo e para justiça ambiental e social. A AGP é importante na internet pela sua comunicação e solidariedade entre o movimento antiglobalização. A primeira ação dos Black Bloc no Brasil ocorreu durante a Ação Global dos Povos, em 27 de setembro de 2000, quando manifestantes mascarados promoveram a depredação no andar térreo da sede da Bovespa (B3), em São Paulo. "O Black Bloc no Brasil veio para ficar", afirma Pablo Ortellado, um dos fundadores do Centro de Mídia Independente e professor da Escola de Artes, Ciências e Humanidades da USP, que participou dos protestos antiglobalização e hoje estuda a emergência de tais grupos. A língua inglesa é o principal instrumento de comunicação entre povos
Entre os dias 23 e 25 de Fevereiro de 1998, encontraram-se em na cidade suíça, Genebra,  movimentos de todos os continentes. Nesse espaço físico lançaram uma coordenação mundial de resistência contra o mercado globalizado, uma aliança nova de luta e ajuda mútua, designada por Ação Global dos Povos com o objetivo de resistir ao capitalismo (People's Global Action - 'PGA' em língua inglesa).
Esta nova plataforma tem vindo a servir como instrumento de comunicação e de coordenação de todos os que lutam contra a destruição planetária da humanidade causada pelo capitalismo em todo o mundo, através da construção de alternativas locais.
A primeira reunião de coordenação mundial das lutas locais; em simultâneo com a conferência ministerial da Organização Mundial do Comércio realizada em maio de 1998 em Genebra, foi um grande sucesso: muitas manifestações diferentes tiveram lugar tais como ações e Festas de Rua Globais nos cinco continentes, entre os dias 16 e 20 de maio.
Os documentos que definem a AGP são categorizados em cinco princípios de organização e manifesto. Na conferência de Bangalore, na Índia, em agosto de 1999, os cinco princípios foram corrigidos para refletir as discussões acerca da clarificação das diferenças em relação aos antiglobalizadores de direita. Um novo princípio número dois foi introduzido.
Em Cochabamba, Bolívia, em setembro de 2001, os documentos foram revisados pela última vez. Em outubro de 2005 foi realizada em Haridwar, Índia, uma consulta com presença dos delegados para preparação da 4ª Conferência da Ação Global dos Povos.

## História
Em fevereiro de 1998, movimentos de todos os continentes se reuniram em Genova, Suíça, para coordenarem as próximas resistências globais, novas alianças de luta e suporte mútuo contra tratados "livres" de comércio.
Em Bangalore, Índia, em agosto de 1999 foi realizada a 2ª Conferência Internacional da AGP.
E em setembro de 2001, na Bolívia, em Cochabamba, foi realizada a 3ª das Conferências da AGP em que todos os documentos da coordenação foram revisados, tornando-se coerentes com a realidade social daquele momento.
Neste novembro de 2005 aguarda-se a convocatória do grupo de coordenadores para a 4ª Conferência.
Em novembro de 2013, em Itapema, Santa Catarina, foi realizada a primeira excursão comandada pelo Francês Velson (Grupo ACT) e seu filho Vetor (Grupo ACT). Sua principal arma era o Cooler chamado "Taíde"

## Ações Globais
A maior função da AGP seria servir um espaço político (não necessariamente físico) para ações descentralizadas de dias de ação globais anticapitalistas, movimentos populares de resistência ao capitalismo. O primeiro dia de ação global durante a 2º conferência ministerial da OMC em Genova, Suíça, em maio de 1998, envolvendo mais de 10 milhões de pessoas em mais de 60 cidades e nos cinco continentes, realizando várias festividades de rua.